# Impasse Courbaton
L'impasse Courbaton, également appelée « cul-de-sac Courbaton », est une ancienne voie de Paris située dans l'ancien 4e arrondissement (actuel 1er arrondissement). L'impasse existe toujours, mais elle ne fait pas partie de la nomenclature des voies parisiennes et n'est pas accessible au public.

## Origine du nom
Le nom actuel est une déformation de « Chardeporc », nom d'un propriétaire, « col-de-Bacon », puis « Bacon », qui signifie, en vieux langage, « chair de porc », pour être transformé en « Coup de Bâton » et enfin « Courbaton ».

## Situation
Située dans le quartier du Louvre, cette voie commençait entre les 23-25, rue de l'Arbre-Sec et se terminait en impasse.
Longue de 11,50 mètres, elle n'a pas de numéro.

## Historique
En 1251, cette impasse était alors une rue qui reliait la rue de l'Arbre-Sec au cul-de-sac de Sourdis qui donnait rue des Fossés-Saint-Germain-l'Auxerrois. Elle se nommait alors « rue Chardeporc », du nom d'Adam Chardeporc qui possédait à cette époque plusieurs maisons situées à côté, sur le fossé Saint-Germain-l'Auxerrois.
Cette voie est citée dans Le Dit des rues de Paris, de Guillot de Paris, sous la forme « rue Col de Bacon ».
En 1300 et 1313, elle avait pris le nom de « rue Col-de-Bacon » et, en 1340, la « rue Bacon » que l'on changea en « rue Cop-Bacon » ou « rue Coup-de-Bâton » et enfin en « rue Courbaton ».
Au XVIe siècle, la rue devient un cul-de-sac sous le nom de « cul-de-sac Courbaton » ou « impasse Courbaton ».
Par brevet du mois de mai 1608, Henri IV, voulant récompenser les services du marquis de Sourdis, donna à sa veuve la totalité du cul-de-sac Courbaton, qui formait une petite ruelle. Ce brevet fut confirmé par Louis XIII le 31 mai 1621, et par Louis XIV en octobre 1657. Un arrêt du conseil à la date du 3 juillet 1781, sans s'arrêter aux brevets dont il vient d'être parlé, ordonna que la portion du cul-de-sac Courbaton, qui se trouvait alors libre, serait réunie au domaine de sa Majesté.
En 1904, c'était une petite impasse avec une porte grillée,.